# Simba Queens Sports Club
Le Simba Queens Sports Club est la section féminine du Simba SC. C'est un club féminin de football basé à Dar es Salam en Tanzanie.

## Histoire

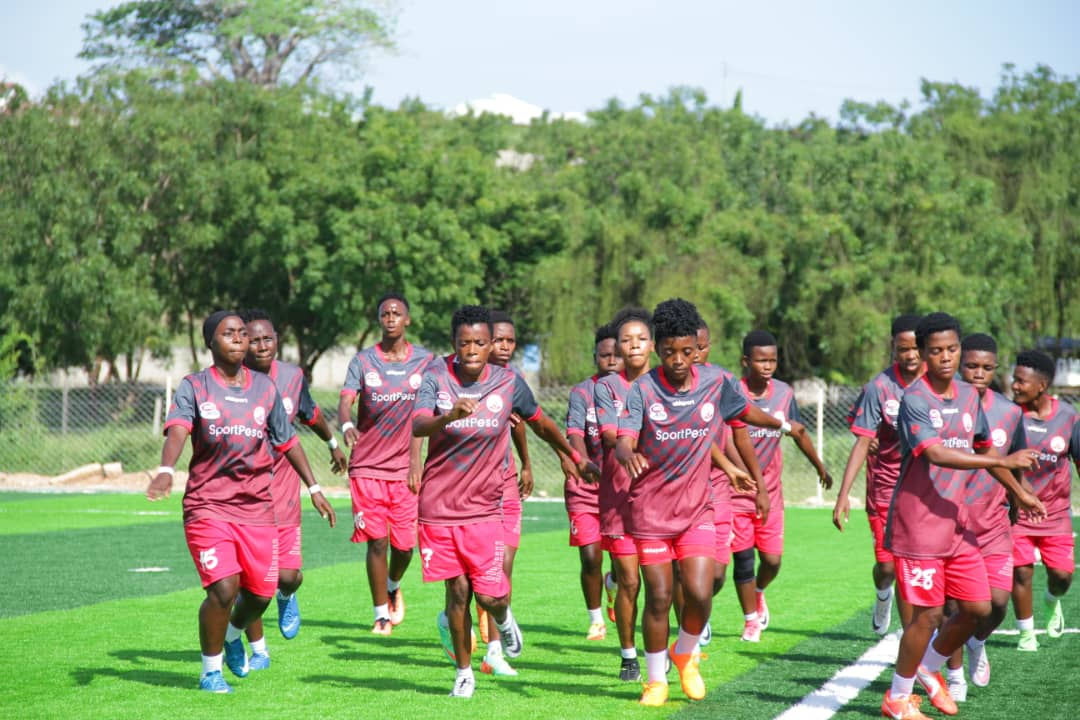
Les Simba Queens à l'entraînement.

L'équipe est promue en première division tanzanienne en 2017. En 2020, elle remporte le titre en Women's Premier League, mettant fin à la domination des JKT Queens. Les Simba Queens conservent leur titre la saison suivante, devançant Yanga Princess d'un seul point. Elles représentent donc la Tanzanie lors de la première édition de la Ligue des champions féminine de la CAF. Lors du tournoi qualificatif de la zone CECAFA, le club est éliminé en demi-finales face aux Vihiga Queens, et termine finalement à la quatrième place derrière les Lady Doves.
Les Simba Queens inscrivent un troisième titre national à leur palmarès en 2021-2022, se qualifiant à nouveau pour la Ligue des champions. Le club accueille le tournoi de qualification du CECAFA. Elles y remportent tous leurs matches, dont la finale face aux Ougandaises de She Corporate (1-0) et se qualifient donc pour la phase finale continentale.
Lors de la phase finale de la Ligue des champions, les Simba Queens perdent leur premier match d'une courte tête (0-1) face aux futures championnes de l'AS FAR. Elles terminent deuxièmes de leur poule derrière les Marocaines, mais devant les Green Buffaloes et les Determine Girls. Les Tanzaniennes sont ensuite éliminées en demi-finale par les Mamelodi Sundowns, tenantes du titre (0-1). Elles finissent le tournoi par une nouvelle défaite 1-0 face aux Bayelsa Queens lors de la petite finale.
Lors de la saison 2022-2023, elles perdent leur titre en championnat, terminant un point derrière les JKT Queens.

## Palmarès
Women's Premier League (4) :
- Champion en 2019-2020, 2020-2021, 2021-2022 et 2023-2024.

Ligue des champions du CECAFA (1) :
- Champion en 2022.